# Грибово (Вологодская область)
Грибово — деревня в Грязовецком районе Вологодской области.
Входит в состав Юровского муниципального образования, с точки зрения административно-территориального деления — в Юровский сельсовет.
Расстояние по автодороге до районного центра Грязовца — 13 км, до центра муниципального образования Юрово — 7 км.
По данным переписи в 2002 году постоянного населения не было.